# Col de la Gachet
Le col de la Gachet est un col situé dans le Massif central en France, à une altitude de 748 mètres.

## Géographie
Situé dans les monts du Lyonnais au-dessus des villes de Rive-de-Gier et de Saint-Chamond, il est également à proximité du panorama de Croix Blanche.

## Activités

### Cyclisme
Le col de la Gachet est un lieu sportif important de la région. En effet, il est régulièrement emprunté par des courses amateurs telles que la SaintéLyon ou en cyclisme avec Le Tour Loire-Pilat.
En cyclisme professionnel, le Tour de France 2019 y est passé lors de la 8e étape arrivant à Saint-Étienne mais sans être pris en compte dans le Grand Prix de la montagne alors que, durant la 20e étape contre-la-montre du Tour de France 2005, il est classé en 3e catégorie.
Le col a également été emprunté lors de Paris-Nice 2015 dans une étape arrivant au col de la Croix de Chaubouret.
Une double ascension de ce col classé en 4e catégorie, dont une sur le final de l'étape, était au programme de la 1re étape du Critérium du Dauphiné 2020. Wout van Aert remporta l'étape.

### Randonnée
Le sentier de grande randonnée 7 suivant la ligne de partage des eaux entre Atlantique et Méditerranée du ballon d'Alsace à Andorre-la-Vieille y passe.